# 晉定公
晉定公（？—前475年），清华简《系年》作晋简公，姬姓，名午，春秋时代晋国君主。
晋顷公十四年（前512年）即位，荀寅便有意趁此時機消滅趙氏。晉定公十二年（前500年），晉卿趙簡子的家臣董安於築晉陽城，是太原第一座古城。晉定公十五年（前497年），趙簡子升任晉國正卿，趙鞅囚禁同族趙午，隨後殺之。晉定公十九年（前493年），趙鞅率軍迎戰给范氏、中行氏运粮的郑国军队，誓師“克敵者，上大夫受縣，下大夫受郡，士田十萬，庶人工商遂，人臣隸圉免”。赵氏军队士气大振，取得勝利。晉定公三十年（前482年），定公與吳王夫差爭長於黃池，吳王曰：「於周室我為長。」晉定公曰：「於姬姓我為伯。（姬姓诸国中只有我的祖先曾为霸主）」定公三十七年（前475年）卒。 
在位期間執政大臣為： 魏舒、范鞅、趙鞅、知罃、荀躒、荀寅、韓不信、魏曼多。